# Constableville
Constableville és una població dels Estats Units a l'estat de Nova York. Segons el cens del 2000 tenia 305 habitants.

## Demografia
Segons el cens del 2000, Constableville tenia 305 habitants, 125 habitatges, i 79 famílies. La densitat de població era de 105,1 habitants/km².
Dels 125 habitatges en un 27,2% hi vivien nens de menys de 18 anys, en un 41,6% hi vivien parelles casades, en un 14,4% dones solteres, i en un 36,8% no eren unitats familiars. En el 32% dels habitatges hi vivien persones soles el 17,6% de les quals corresponia a persones de 65 anys o més que vivien soles. El nombre mitjà de persones vivint en cada habitatge era de 2,44 i el nombre mitjà de persones que vivien en cada família era de 3,04.
Per edats la població es repartia de la següent manera: un 26,2% tenia menys de 18 anys, un 7,9% entre 18 i 24, un 28,2% entre 25 i 44, un 22% de 45 a 60 i un 15,7% 65 anys o més.
L'edat mediana era de 37 anys. Per cada 100 dones de 18 o més anys hi havia 86 homes.
La renda mediana per habitatge era de 43.125 $ i la renda mediana per família de 47.083 $. Els homes tenien una renda mediana de 48.438 $ mentre que les dones 23.750 $. La renda per capita de la població era de 16.140 $. Entorn de l'11,8% de les famílies i el 16,5% de la població estaven per davall del llindar de pobresa.